# Köpkort
Köpkort var ett svenskt nationellt kreditkort skapat under 1960-talet av de svenska affärsbankerna och ägdes fram till 1985 av Eurocard-Köpkort AB gemensamt av affärsbankerna. Idag ges inga nya kort ut, men Handelsbanken och SEB Kort AB har tidigare varit kortutgivare för dessa kort.
Köpkort ingår i MasterCard-acceptanserna i butikerna. Med EU:s nya SEPA-regelverk upphör de nationella korten och ersätts av europeiskt giltiga kort.